# Unified glare rating
De unified glare rating (UGR) is een maatstaf van  de International Commission on Illumination (CIE) voor het beoordelen van de mate van verblinding door lichtbronnen in binnenomgevingen, met name relevant in het tijdperk van ledverlichting. Deze maatstaf helpt bij het waarborgen van comfort en efficiëntie in verlichtingssystemen, door een numerieke waarde toe te kennen aan de potentie van lichtbronnen om visueel ongemak te veroorzaken. UGR varieert van 10 (minimale verblinding) tot 30 (extreme verblinding). Het houdt rekening met factoren als de luminantie van de lichtbron, de achtergrondluminantie en de hoek van waarneming.
De UGR-waarde speelt een belangrijke rol in het ontwerp en de implementatie van LED-verlichtingssystemen, waarbij zowel directe als indirecte verblinding adequaat moeten worden beheerst om een aangename en functionele omgeving te creëren. Door rekening te houden met UGR in de ontwerpfase, kunnen ontwerpers en ingenieurs verlichtingsoplossingen creëren die niet alleen energie-efficiënt en duurzaam zijn, maar ook het welzijn en de productiviteit van de eindgebruiker ondersteunen.

## Directe versus indirecte verblinding

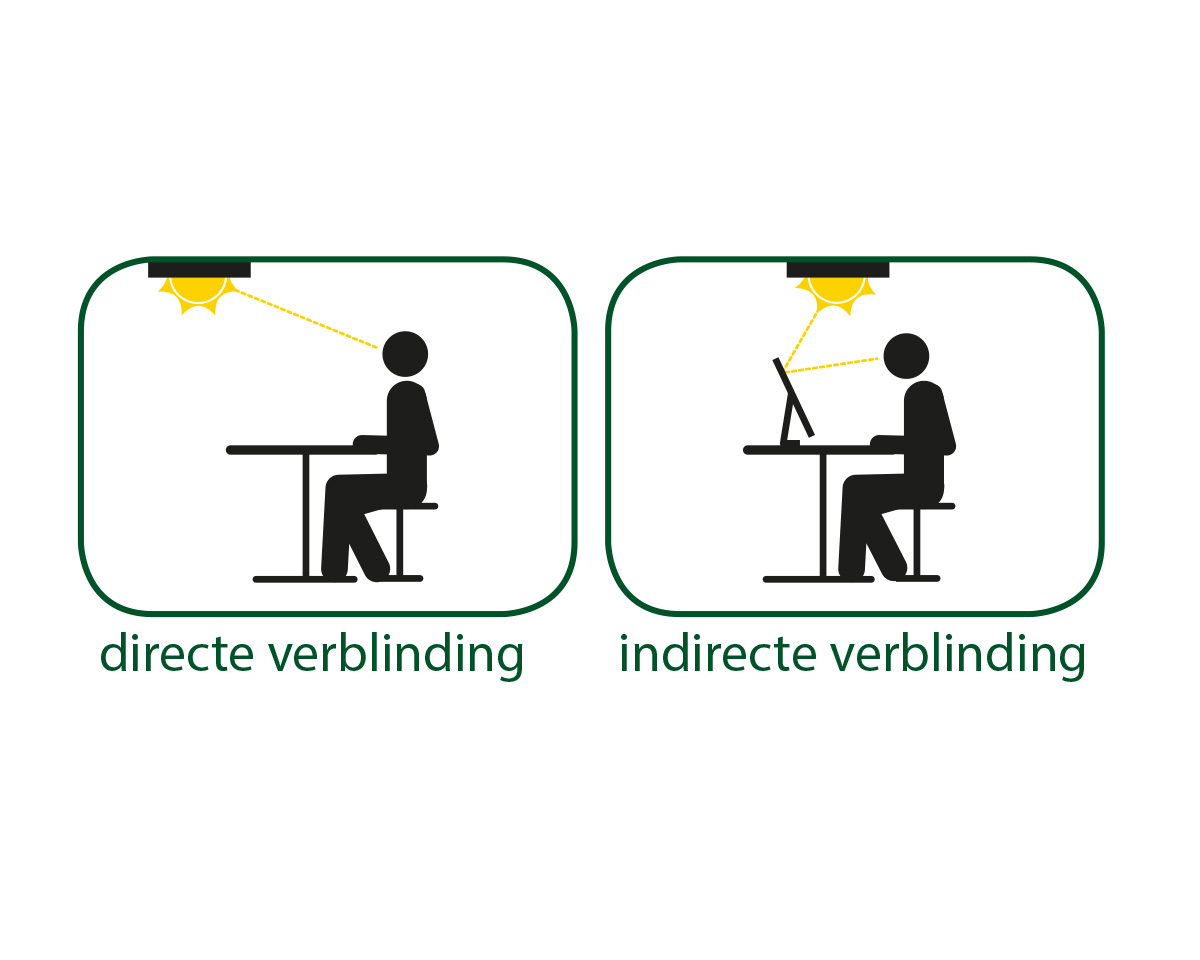
Directe versus indirecte verblinding

Een belangrijk onderscheid binnen de context van UGR is dat tussen directe en indirecte verblinding. Directe verblinding vindt plaats wanneer het oog direct blootgesteld wordt aan een lichtbron, wat leidt tot aanzienlijk visueel ongemak. Ledverlichting, met zijn hoge intensiteit en gerichte licht, kan bij onzorgvuldig ontwerp of installatie aanzienlijke directe verblinding veroorzaken. Indirecte verblinding, daarentegen, ontstaat door reflectie van licht op oppervlakken binnen de ruimte, wat subtieler is, maar nog steeds ongemak kan veroorzaken.

## Beheersing van verblinding in ledverlichting
De uitdaging bij het gebruik van ledverlichting ligt in het beheersen van zowel directe als indirecte verblinding om een comfortabele gebruiksomgeving te waarborgen. Dit vereist aandacht voor verschillende factoren:
- Positionering en oriëntatie: Strategische plaatsing van ledverlichting kan helpen directe verblinding te minimaliseren, terwijl de algehele lichtkwaliteit behouden blijft.
- Gebruik van diffusers: Diffusers kunnen effectief de intensiteit van ledlicht verzachten, waardoor de kans op directe verblinding afneemt.
- Indirecte verlichtingstechnieken: Door gebruik te maken van indirecte verlichting kan indirecte verblinding worden verminderd, met een meer gelijkmatige lichtverdeling als resultaat.
- Oppervlaktematerialen: De keuze van materialen met een lage reflectiecoëfficiënt kan de impact van indirecte verblinding verder verminderen.
- Verlichtingsontwerp: Een doordacht ontwerp dat de verlichtingsbehoeften afstemt op de architectuur van de ruimte en de taken die er worden uitgevoerd, is essentieel om een optimale balans te vinden tussen verlichtingsefficiëntie en visueel comfort.